# 한국불교총화종유지재단
한국불교총화종유지재단은 한국불교 총화종의 유지발전을 도모하고 종지 종풍을 함양하며 불교중흥과 민족불교문화 창달에 기여하기 위하여 2007년 8월 27일 설립된 문화체육관광부 소관의 재단법인이다. 사무실은 경기도 남양주시 호평동 342-1에 있다.

## 주요 사업
- 불교문화 홍보, 포교 교육사업
- 종단재산 보호관리 및 종보출판물 간행사업
- 강원설립 및 교육(승가의 자질향상을 위한 교육연구사업)
- 법인의 목적달성에 필요한 부대사업